# Maria Moninckx

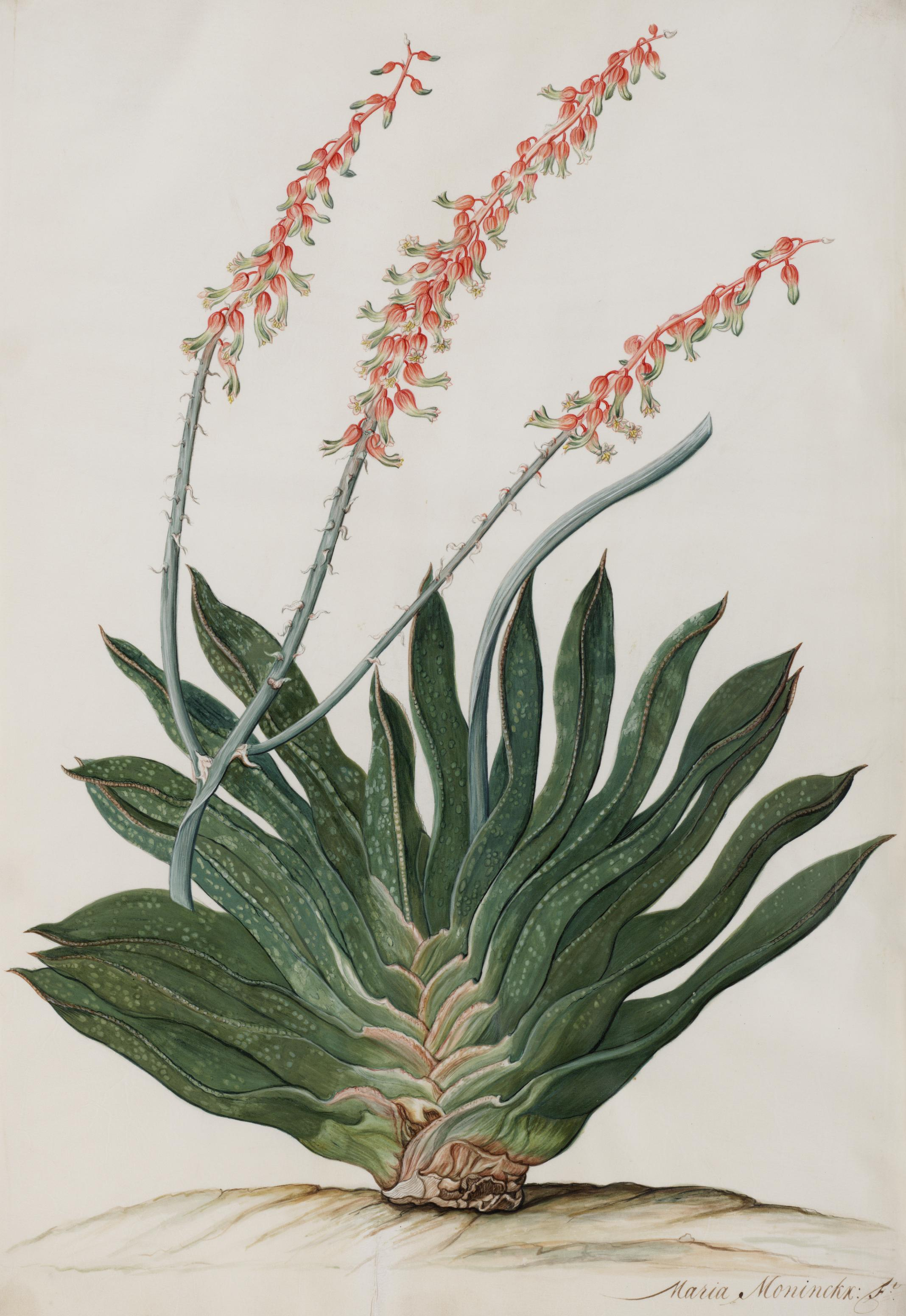
Gasteria brachyphylla, ilustracja z atlasu roślin Moninckxa

Maria Moninckx (ur. najprawdopodobniej 1676 w Hadze, zm. w 1757 roku) – holenderska malarka i ilustratorka specjalizująca się w rysunkach roślin. 

## Życiorys
Maria Moninckx urodziła się najprawdopodobniej w Hadze w 1676 roku . Była córką malarza Johannesa Moninckxa (1647–?) i Ariaentje Pieters .
Maria pracowała razem z ojcem i wyspecjalizowała się w rysunkach roślin . Wykonała 101 ilustracji do atlasu roślin Jana Moninckxa (1686–1706) , który zawierał w sumie 420 akwareli przedstawiających rośliny z amsterdamskiego ogrodu botanicznego . Większość ilustracji do atlasu sporządził Moninckx, część inni artyści, m.in. Alida Withoos (ok. 1661–1730) i Johanna Helena Herolt (1668–1723) . Ilustracje te posłużyły do wykonania rycin dla dzieła Horti Medici Amstelodamensis rariorum plantarum historia autorstwa Jana Commelina (1629–1692) (tom 1) i Caspara Commelina (1667–1734) (tom 2) .
W 1723 roku Maria poślubiła Martinusa de la Ruel (1676–1759) . Małżeństwo pozostało bezdzietne . Zmarła w lutym 1757 roku . 